# Kazusa Murai
Kazusa Murai (村井 かずさ, Murai Kazusa) est une seiyū japonaise née le 28 décembre 1975 à Nagoya au Japon.

## Rôles notables

### Anime
- Angelic Layer (Maria Shibata)
- Black Rock Shooter (mère de Mato)
- Boys Be... (en) (Chiharu Nitta)
- Full Metal Panic! (Dana)
- Ginban Kaleidoscope (Kyōko Shitō)
- Haibane Renmei (Nemu)
- Kamichama Karin (Miyon Yi)
- Magical Play (en) (MyuMyu)
- Magic User's Club (Saki Sawanoguchi)
- Mirmo! (Saburou, Yamane, Chai)
- Phi Brain: Puzzle of God (Shizuka Daimon)
- Pokémon (Marina)
- Shugo Chara! (Midori Hinamori)
- Shugo Chara!! Doki- (Hinamori Midori, Kiran)
- Tokkoto Hamutarō (Ribon-chan)
- Transformers: Prime (Airachind)
- Zegapain (Isola)

### Jeux vidéo
- Fire Emblem Fates (Lilith)
- Fire Emblem Heroes (Lilith, Thea)
- Tokimeki Memorial 2 (Kaori Yae)

### Live-action
- Confessions of a Dangerous Mind (Debbie (Maggie Gyllenhaal))
- From Vegas to Macau (Rainbow (Kimmy Tong))
- Mortelle Saint-Valentin (Shelley Fisher (Katherine Heigl))

### Animation
- Totally Spies! (Clover)